# Osella FA1B
La Osella FA1B è una vettura di Formula 1 realizzata della Osella Corse per la stagione 1981.

## Tecnica
La vettura venne sviluppata da Giorgio Stirano. Come propulsore impiegava un motore Ford Cosworth DFV che erogava la potenza di 480 CV ed era gestito da un cambio manuale Hewland a sei rapporti. Il telaio era in tubi in acciaio aeronautico pannellato in Avional ed alluminio, aveva pochi rinforzi in fibra di carbonio ed era più stretto di quello della FA1, permettendo di aumentare la superficie sotto le pance laterali. La FA1B era anche significativamente più leggera della FA1. Le sospensioni erano a bilanciere. Tecnicamente si trattava dell'evoluzione della precedente FA1 del 1980, ed in particolare della vettura "003" che aveva esordito a settembre ad Imola.
La vettura venne poi rivista nel corso dell'anno dall'ingegner Giorgio Valentini dopo che Stirano aveva lasciato la casa di Volpiano.

## La stagione
Per la stagione 1981 vennero ingaggiati i due piloti Giuseppe Gabbiani e Miguel Ángel Guerra, entrambi praticamente esordienti (Gabbiani aveva solo tentato la qualificazione negli ultimi 2 gran premi del 1978 con la Surtees) e sostenuti da munifici sponsor.
La vettura non riuscì mai ad essere competitiva per una serie di motivi (peso, concezione telaistica obsoleta, scarsa affidabilità e pneumatici non adeguati) aggravati dalla partenza di Stirano e dall'inesperienza dei piloti.
I nuovo consulente tecnico Valentini cercò di ovviare ai problemi e al Gran Premio di San Marino introdusse una sospensione con i "correttori di assetto". Sempre ad Imola Guerra, al suo primo Gran Premio, fu vittima di un incidente con Eliseo Salazar che pose fine alla sua stagione, facendo perdere ad Osella i fondi forniti dai suoi sponsor. Al suo posto fu ingaggiato un altro esordiente, Piercarlo Ghinzani, che al Gran Premio di Spagna venne sostituito da Giorgio Francia, che nel frattempo ottenne la Superlicenza ma che non venne confermato per i gran premi seguenti. Al Gran Premio di Francia, visto il perdurare dell'indisponibilità di Guerra, la Osella iscrisse una sola vettura affidata a Gabbiani, mentre dal successivo Gran Premio di Gran Bretagna la seconda FA1B fu affidata a Jean-Pierre Jarier.
Sempre a partire dal Gran Premio di Gran Bretagna la Michelin iniziò a fornire degli pneumatici da qualificazione e da gara più performanti. L'esperto pilota francese riuscì a qualificare regolarmente la vettura e terminare nei primi 10 tre gran premi, con due ottavi posti come miglior risultato, ai gran premi di Gran Bretagna e di Germania.
A partire dal Gran Premio d'Italia la FA1B venne sostituita, per il solo Jarier, dalla nuova FA1C.

## Risultati Sportivi
| Anno | Team   | Motore       | Gomme | Piloti              |     |    |    |     |     |    |    |    |    |    |    |     |    |    |    | Punti | Pos. |
| ---- | ------ | ------------ | ----- | ------------------- | --- | -- | -- | --- | --- | -- | -- | -- | -- | -- | -- | --- | -- | -- | -- | ----- | ---- |
| 1981 | Osella | Cosworth DFV | M     | Miguel Ángel Guerra | NQ  | NQ | NQ | Rit |     |    |    |    |    |    |    |     |    |    |    | 0     | -    |
| 1981 | Osella | Cosworth DFV | M     | Piercarlo Ghinzani  |     |    |    |     | 13  | NQ |    |    |    |    |    |     |    |    |    | 0     | -    |
| 1981 | Osella | Cosworth DFV | M     | Giorgio Francia     |     |    |    |     |     |    | NQ |    |    |    |    |     |    |    |    | 0     | -    |
| 1981 | Osella | Cosworth DFV | M     | Jean-Pierre Jarier  |     |    |    |     |     |    |    |    | 8  | 8  | 10 | Rit |    |    |    | 0     | -    |
| 1981 | Osella | Cosworth DFV | M     | Beppe Gabbiani      | Rit | NQ | NQ | Rit | Rit | NQ | NQ | NQ | NQ | NQ | NQ | NQ  | NQ | NQ | NQ | 0     | -    |